# Wolfgang Laib
Wolfgang Laib (Metzingen, 25 marzo 1950) è un artista tedesco.

## Biografia
Laib è nato in una famiglia di medici di Biberach. Anch'egli ha studiato, negli anni settanta, medicina a Tubinga. Ma, ben presto, dimostra interesse per l'arte. Sotto l'influenza del suo mentore, il pittore di paesaggi Jakob Bräckle, si interessa alla cultura e alla filosofia dell'Estremo Oriente.
Il lavoro di Laib fa propri alcuni elementi della Land Art, pur essendo presente anche l'influenza della Minimal Art. Una delle caratteristiche del suo lavoro è l'utilizzo di materiali naturali, come la cera d'api, il polline, il riso. Le sue opere più note sono le Milchsteine (pietre di latte): grandi blocchi concavi di marmo bianco riempiti di latte.
Una prima retrospettiva della sua opera ha girato, tra il 2000 e il 2002, negli USA, facendo tappa, tra gli altri, al Hirshhorn Museum and Sculpture Garden al Washington Museum, e, più tardi, in Europa, alla Haus der Kunst di Monaco di Baviera.

## Mostre ed esposizioni
- 1976 – Gallery Müller-Roth, Stoccarda
- 1978 – Galleria Salvatore Ala, Milano
- 1978 – Gallery Konrad Fischer, Düsseldorf
- 1978 – Kunstraum München, Monaco di Baviera
- 1978 – Gallery Rolf Preisig, Basilea
- 1979 – Gallery Sperone Westwater Fischer, New York
- 1979 – Kabinett für aktuelle Kunst, Bremerhaven
- 1979 – Gallery Jean & Karen Bernier, Atene
- 1980 – Ink, Zurigo (con Marden, Merz e Zorio)
- 1981 – Gallery Sperone Westwater Fischer, New York
- 1981 – IGallery Max Hetzler, Stoccarda
- 1981 – Gallery Chantal Crousel, Parigi
- 1981 – Kabinett für aktuelle Kunst, Bremerhaven
- 1982 – Gewad, Gand
- 1982 – Gallery Konrad Fischer, Zurigo
- 1982 – Esposizione internazionale d'arte di Venezia, Padiglione Germania, Venezia (con Hanne Darboven e Gotthard Graubner)
- 1983 – Museo Abteiberg, Mönchengladbach
- 1983 – Gallery Konrad Fischer, Düsseldorf
- 1984 – Kabinett für aktuelle Kunst, Bremerhaven
- 1985 – Gallery Maeght Lelong, New York (together with Ryman and Wilson)
- 1985 – Kunstverein, San Gallo
- 1985 – Whitechapel Art Gallery, Londra
- 1986 – Museo d'arte moderna, Parigi
- 1986 – Gallery Maeght Lelong, New York
- 1986 – Gallery Crousel/Hussenot, Parigi
- 1986 – Capc, Musée d'art contemporain, Bordeaux
- 1987 – Gallery Buchmann, Basilea
- 1988 – Gallery Lelong, New York
- 1988 – Des Moines Art Center, Des Moines
- 1988 – Gallery Burnett Miller, Los Angeles
- 1989 – Musée de Rochechouart
- 1989 – Fundació Joan Miró, Barcellona
- 1989 – Museum of Contemporary Art, Chicago (together with Merz and Walther)
- 1989 – Gallery Buchmann, Basilea
- 1989 – Gallery Crousel/Robelin, Parigi
- 1989 – Württembergischer Kunstverein, Stoccarda
- 1990 – Kabinett für aktuelle Kunst, Bremerhaven
- 1990 – Gallery Buchmann, Basilea
- 1990 – Galerie des Beaux - Arts, Brussels
- 1990 – Kunstmuseum Luzern, Lucerna
- 1990 – Gallery Konrad Fischer, Düsseldorf
- 1990 – Gallery Burnett Miller, Los Angeles
- 1990 – Gallery Rhona Hoffmann, Chicago
- 1990 – Watari-um, Tokyo Lightseed, Tokyo (together with Cy Twombly Michel Verjux)
- 1991 – Gallery Sperone Westwater, New York
- 1991 – Gallery Senda, Hiroshima
- 1991 – Gallery Buchmann, Basilea
- 1991 – Gallery Karansha, Tokyo
- 1991 – Gallery Crousel/Robelin, Parigi
- 1991 – Center of Contemporary Art, Santa Fe
- 1992 – Centro Georges Pompidou, Parigi
- 1992 – Galleria Artiaco, Napoli
- 1992 – Museo Comunale, Ascona
- 1992 – Douglas Hyde Gallery, Dublino
- 1992 – Kunstmuseum Bonn, Bonn
- 1992 – Musée d'art contemporain, Bordeaux
- 1992 – Museum of Contemporary Art, Los Angeles
- 1993 – Gallery Sperone Wetswater, New York
- 1993 – De Pont Fondation, Tilburg
- 1993 – Gallery Buchmann, Basilea
- 1994 – The Henry Moore Sculpture Trust, Halifax
- 1994 – Kabinett für aktuelle Kunst
- 1994 – Gallery Ropac, Salisburgo
- 1994 – Camden Arts Centre, Londra
- 1995 – Installation Museum Sprengel, Hannover
- 1995 – Gallery Sperone Westwater, New York
- 1996 – Gallery Konrad Fischer, Düsseldorf
- 1996 – Diözesanmuseum, Colonia
- 1996 – Gallery Ropac, Salisburgo
- 1996 – Gallery Artek, Helsinki
- 1996 – Gallery Chantal Crousel, Parigi
- 1996 – Gallery Kenji Taki, Nagoya
- 1997 – Gallery Kenji Taki, Nagoya
- 1997 – Staatliche Kunsthalle, Karlsruhe
- 1998 – The Arts Club of Chicago, Chicago
- 1998 –  Gallery Sperone Westwater, New York
- 1998 – Gallery Kenji Taki, Nagoya e Tokyo
- 1998 – Galleria Artiaco, Napoli
- 1999 – Carrée d'Art, Nîmes
- 1999 – Galleria 1000 Eventi, Milano
- 1999 – Kunsthaus Bregenz, Bregenz
- 2000 – Gallery Buchmann, Colonia
- 2000 – Sara Hildén Art Museum, Tampere
- 2000 – Gallery Anthony Meier, San Francisco
- 2000 – University Art Museum, Berkeley
- 2000 – Hirshhorn Museum, Washington
- 2001 – Henry Art Gallery, Seattle
- 2001 – Gallery Konrad Fischer, Düsseldorf
- 2001 – Dallas Museum of Art, Dallas
- 2001 – Sprengel Museum, Hannover
- 2001 –  Scottsdale Museum of Contemporary Art, Scottsdale
- 2002 – Museum of Contemporary Art, San Diego
- 2002 – Kunstmuseum Luzern Gallery Chantal Crousel, Parigi
- 2002 – Folkwang Museum, Essen
- 2002 – The Douglas Hyde Gallery, Dublino
- 2002 – Haus der Kunst, Monaco di Baviera
- 2002 – Gallery Leslie Tonkonow, New York
- 2003 – Toyota Municipal Museum of Art, Toyota
- 2003 – The National Museum of Modern Art, Tokyo
- 2003 – Gallery Kenji Taki, Tokyo
- 2003 – Marugame Genichiro-Inokuma Museum of Contemporary Art, Marugame
- 2003 – National Museum of Contemporary Art, Seul
- 2003 Gallery Caratsch, de Pury &Luxembourg, Zurigo
- 2004 – Gallery Buchmann, Colonia
- 2004 – Guangdong Museum of Art, Canton
- 2004 – Museum Villa Rot, Burgrieden
- 2004 – Gallery Rizziero Arte, Pescara
- 2004 – University of Fine Arts, Hanoi
- 2005 – Kunstmuseum Bonn, Bonn
- 2005 – Lawrence Wilson Art Gallery, Perth
- 2005 – De Pont Museum, Tilburg
- 2005 Australian Centre for Contemporary Art, Melbourne
- 2005 – Art Gallery of New South Wales, Sydney
- 2005 – Museum of Contemporary Art, MACRO, Roma
- 2005 – Fondation Beyeler, Basilea
- 2005 – Auckland Art Gallery, Auckland
- 2006 – Institute of Contemporary Arts, Singapore
- 2006 – Gallery Lelong, Parigi
- 2023 - Passageway, Villa Menafoglio Litta Panza, Varese[1]